# Hełmówka czerwonawoblaszkowa
Hełmówka czerwonawoblaszkowa (Galerina heimansii Reijnders) – gatunek grzybów należący do rodziny podziemniczkowatych (Hymenogastraceae).

## Systematyka i nazewnictwo
Pozycja w klasyfikacji według Index Fungorum: Galerina, Hymenogastraceae, Agaricales, Agaricomycetidae, Agaricomycetes, Agaricomycotina, Basidiomycota, Fungi.
Po raz pierwszy opisał go w 1959 roku W.J. Reijnders na bagnistym gruncie w Holandii. Polską nazwę nadał Władysław Wojewoda w 2003 r.

## Morfologia
Kapelusz
O średnicy 4–8, rzadko do 10 mm, u młodych okazów stożkowaty, z wyraźnym małym garbkiem, ale szybko rozszerzający się i wypukły, w końcu płaski i często nieregularnie wklęsły wokół garbka, brzeg w młodości z resztkami osłony. Jest higrofaniczny, silnie prześwitujący, prążkowany do bruzdkowanego aż do garbka. Powierzchnia naga, nieco śliska, ochrowo-brązowa, środek przechodzący w czerwonobrązowy, blisko brzegu miodowa.
Blaszki
11–16 blaszek pełnych, między nimi 1–2 rzędy blaszeczek, nieregularnie naprzemienne, ochrowe, przyrośnięte do okrągło-przyrośniętych, wypukłe, szerokie. Krawędzie strzępiaste, powierzchnie oprószone, podczas rozszerzania się kapelusza odrywające się od trzonu, ale pozostające zrośnięte ze sobą i pozostawiające gwiaździstą przestrzeń między blaszkami a trzonem.
Trzon
Wysokość do 20 mm, grubość 0,6–0,8 (–1) mm, prosty lub zakrzywiony, stopniowo rozszerzający się w kierunku bulwiastej podstawy o szerokości do 1,1 mm. Powierzchnia miodowa z czerwonobrązowym odcieniem, szczególnie w pobliżu ciemniejszej podstawy, wierzchołek oprószony. Pokryty jest rzadkimi, żółtawymi włókienkami z osłony, z wiekiem łysiejący; włókienka czasami tworzą pierścieniowatą strefę gęściej pokrywającą podstawę.
Miąższ
Cienki, wodnisto-kruchy, w stanie świeżym tej samej barwy lub nieco ciemniejszy od powierzchni. Zapach i smak wyraźnie rzodkwiowaty.
Cechy mikroskopowe
Bazydiospory 8,2–10,5 × 4,8–6 μm, elipsoidalne do prawie migdałowatych, silnie brodawkowate, wyrostka wnęki brak lub bardzo niewyraźny, ale pora rostkowa wyraźna, w roztworze KOH czerwonobrązowa. Podstawki 20–33 × 5–7 μm, 2-zarodnikowe, cylindryczne, ale bardzo często zwężone w pobliżu wierzchołka, szkliste. Pleurocystydy bardzo liczne, 40–60 (–70) × 12–18 (21) × 10–13 μm, o pogrubionych ścianach, refrakcyjne, z wiekiem często pokryte czapeczkami śluzowymi. Cheilocystydy podobne do pleurocystyd, 35–55 (-65) × 13–18 × (8–) 10–13 μm. Trama blaszek równoległa lub prawie równoległa, inkrustowana ochrowym, brązowym pigmentem. Sprzążki obecne.

## Występowanie i siedlisko
Podano stanowiska w Europie i Ameryce Południowej. W piśmiennictwie naukowym na terenie Polski do 2003 r. podano dwa stanowiska, w późniejszych latach podano następne.
Naziemny saprotrof występujący na podmokłych miejscach w lasach w towarzystwie olch, brzóz i wierzb.